# طريق القاهرة دكار السريع

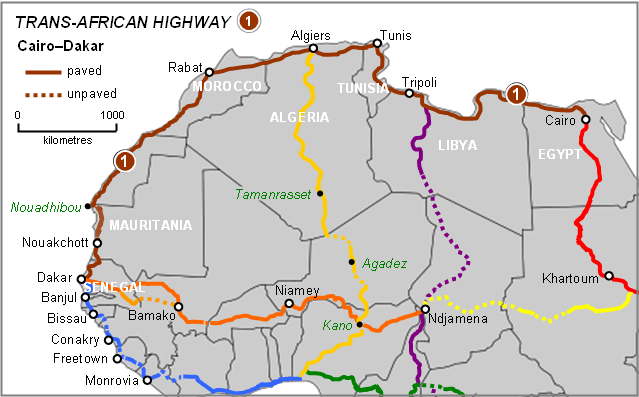
خريطة طريق القاهرة داكار السريع 2019

طريق القاهرة وداكار السريع هو الطريق الأول العابر لأفريقيا في شبكة الطرق العابرة للقارات التي طورتها لجنة الأمم المتحدة الاقتصادية لأفريقيا، والبنك الإفريقي للتنمية، والاتحاد الأفريقي. تم إنشاء الجزء الأكبر من الطريق السريع بين طرابلس ونواكشوط في إطار مشروع اتحاد المغرب العربي.
يبلغ طول طريق القاهرة دكار السريع 8,636 كيلومتر (5,366 ميل) ويمتد على طول ساحل البحر الأبيض المتوسط في شمال أفريقيا، ويستمر أسفل ساحل المحيط الأطلسي في شمال غرب أفريقيا. لقد اكتمل إلى حد كبير باستثناء بضعة كيلومترات على الحدود بين الصحراء الغربية وموريتانيا حيث لا يوجد حاليًا سوى مسار صحراوي. رُصف قسم نواذيبو نواكشوط عام 2005 (fr: Transport en Mauritanie). سينضم الطريق إلى طريق داكار لاغوس السريع لتشكيل طريق بين الشمال والجنوب بين الرباط ومونروفيا عبر الصحراء وحول الطرف الغربي للقارة.
منذ عام 1994، تم إغلاق الحدود البرية بين المغرب والجزائر تمامًا، لذا لا يمكن استخدام الطريق السريع بين القاهرة وداكار بالكامل. ومع هذا، يستمر البناء في تونس.

## روابط خارجية
- "Volume 2: Description of Corridors" (PDF). Review of the Implementation Status of the Trans African Highways and the Missing Links. البنك الإفريقي للتنمية. 14 أغسطس 2003. مؤرشف من الأصل (PDF) في 2007-01-28. اطلع عليه بتاريخ 2007-07-14.
- Michelin Motoring and Tourist Map: Africa North & West (Map). 1 : 4000000. Paris: Michelin Travel Publications. 2007. ISBN:978-2-06-712832-3. Michelin Map 741.